# 拉氏明溪蟹
拉氏明溪蟹，又名拉氏清溪蟹，为臺灣特有的溪蟹科明溪蟹屬物種，也是該屬的模式種，常见于溪流泥洞中。拉氏明溪蟹大多是在夜晚活動，並且會爬出水外，白天大多躲藏在水中的石塊下，在白天的雨後，也常常可以看到拉氏清溪蟹的出現。由於拉氏明溪蟹具有比較強的攻擊性，常見其捕食弱小同類或其他澤蟹。拉氏明溪蟹為肺吸蟲的第二中間宿主。